# Dictyoptera (lycidae)
Dictyoptera es un género de escarabajos de alas de red perteneciente a la familia Lycidae. Hay al menos cuatro especies descritas en Dictyoptera.
Hasta donde se sabe, todas las especies viven en los bosques, las especies norteamericanas y europeas prefieren las maderas blandas. Se desconoce la ecología de las especies del Asia Oriental. Se encuentran principalmente en las regiones Paleártica y Neártica. Inicialmente se clasificaron con los erotílidos.

## Descripción
El género Dictyoptera incluye escarabajos delgados, cilíndricos y de lados casi paralelos. Por lo general, como muchos de los géneros relacionados, son de color negro con pronoto rojo y élitros rojos, en algunas especies con marcas más oscuras, a menudo con un pronoto oscuro en el centro o entre quillas rojas. La cabeza corta está oculta debajo del pronoto cuando se ve al escarabajo desde arriba. Las antenas en ambos sexos son filiformes o débilmente aserradas, con los segmentos del flagelo expandidos de forma algo triangular. El pronoto suele tener cinco hoyos o areolas separados por crestas en forma de quilla; siempre está presente una areola rómbica central. Los élitros siempre tienen nueve quillas o costillas longitudinales llamadas costas; en la mayoría de las especies se pueden distinguir cuatro quillas primarias más fuertes y cinco quillas secundarias más delicadas; las quillas transversales crean una estructura en forma de celosía.

## Taxonomía
El género Dictyoptera es la especie tipo de la tribu Dictyopterini. Hay dos puntos de vista sobre la pertenencia a subfamilias. Si bien la mayoría de los autores los asignan a Erotinae, otros autores los dividen en varias subfamilias y luego los asignan a la subfamilia Dictyopterinae.
El género incluye cuatro especies en América del Norte. Sólo una especie, Dictyoptera aurora, se encuentra en Europa. Las otras especies previamente incluidas en el género sumaban unas 40 especies, 11 de las cuales eran paleárticas y que ahora han sido asignadas a otros géneros. La principal zona de distribución del género probablemente se encuentre en el este de Asia, en las montañas de Laos y Vietnam, desde donde periódicamente se describen nuevas especies.

## Especies
- Dictyoptera aurora (Herbst, 1784) (ala de red dorada)
- Dictyoptera hamatus Mannerheim, 1843
- Dictyoptera mundus (digamos, 1835)
- Dictyoptera simplicipes Mannerheim, 1843